# Metacirolana menziesi
Metacirolana menziesi är en kräftdjursart som beskrevs av Brian Frederick Kensley1984. Metacirolana menziesi ingår i släktet Metacirolana och familjen Cirolanidae. Inga underarter finns listade i Catalogue of Life.